# 広島県道330号上三永竹原線
広島県道330号上三永竹原線（ひろしまけんどう330ごう かみみながたけはらせん）は、広島県東広島市から竹原市に至る一般県道である。

## 概要
東広島市西条町上三永から竹原市西野町に至る。国道2号から分かれ、竹原市仁賀町を通り、再び国道2号に合流する。

### 路線データ
- 起点：東広島市西条町上三永（仁賀口交差点、国道2号交点、東広島呉自動車道 上三永IC）
- 終点：竹原市西野町（仁賀東口交差点、国道2号交点）
- 総延長：約10.8 km

## 路線状況
道路事情は芳しくなかったが、仁賀ダム建設と併せて改良が進められ、現在は最後の狭隘区間だった起点付近の改良が済んで全線快走路となっている。このため、両端間の国道2号で通行止めの場合、公式に迂回路として紹介されている。

## 地理

### 通過する自治体
- 東広島市
- 竹原市

### 交差する道路
| 交差する道路                 | 市町村名 | 交差する場所 | 交差する場所                   |
| ---------------------------- | -------- | ------------ | ------------------------------ |
| E75 東広島呉自動車道 国道2号 | 東広島市 | 西条町上三永 | 仁賀口交差点 / 起点 2 上三永IC |
| 国道2号                      | 竹原市   | 西野町       | 仁賀東口交差点 / 終点          |

### 沿線
- 仁賀ダム - 2012年（平成24年）6月7日に完成[2]
- 湯坂温泉
- 竹原市立仁賀小学校